# Ramón III. od Pallarsa Jusse
Ramón III. od Pallarsa Jusse (španjolski: Ramón III de Pallars Jussá), znan i kao Rajmond Sunyer (Ramón Súñer), bio je španjolski plemić.

## Život
Ramón je bio sin grofa Suñera I. od Pallarsa te unuk grofa Lopea I.
Majka mu je bila gospa Ermengarda/Ermentruda, koja je bila Suñerova prva supruga.
Dok je još Suñer bio živ, Ramón je bio "mlađi grof", suvladar Pallarsa; otac je Ramónu i njegovu bratu Vilimu dao da vladaju Pallarsom.
Ramón je potpisao jedan dokument zajedno s grofom Ermengolom III.
Ramónova prva supruga bila je nećakinja njegove maćehe, dama Mayor, čiji su roditelji bili grof García Fernández i grofica Ava od Ribagorze. Druga supruga mu je bila dama Ermesenda. Njezina je majka bila Gizela.
Djeca Ramóna i Mayor:
- Ramón IV. od Pallarsa Jusse
- Suñer
- Rikarda